# Geuldalmuseum
Het Geuldalmuseum (Duits: Göhltalmuseum, Frans: Musée de la Vallée de la Gueule) was een museum gelegen in de plaats Neu-Moresnet in België. Het werd opgericht in 1984 door een lokale geschiedkundige vereniging en de gemeente Kelmis. Het museum had een collectie met allerlei attributen die betrekking hebben op Neutraal Moresnet en op de exploitatie van de zinkmijn. Het museum was gevestigd in de voormalige directeurswoning van de zinkmijn 'Vieille-Montagne'. Het museum is sinds 2017 gesloten en in september 2018 vervangen door het Museum Vieille Montagne. Dit museum is gevestigd in het voormalige bestuursgebouw van het zinkbedrijf, middenin de groeve.

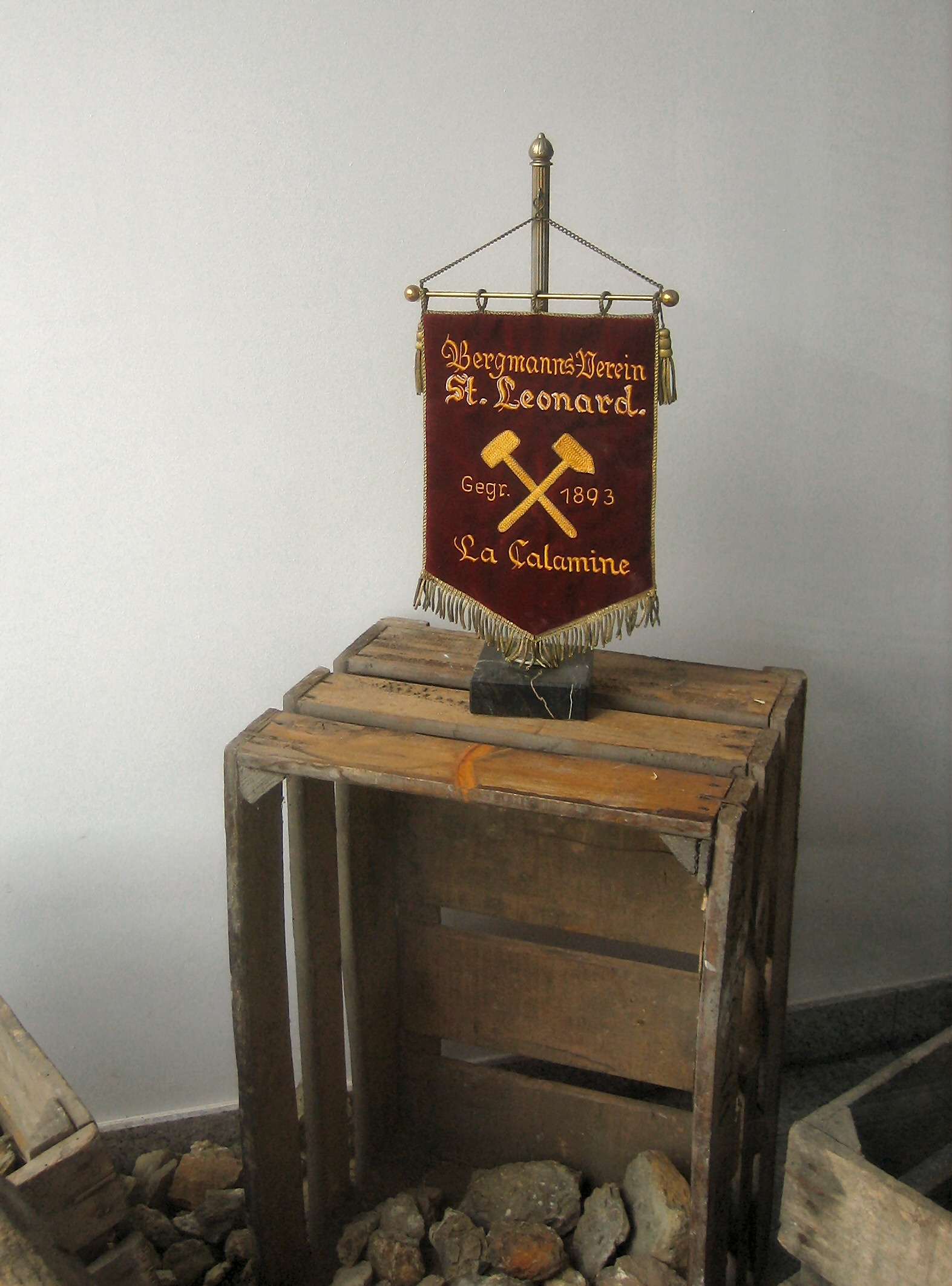
Vaandel La Calamine